# مسد هوائي

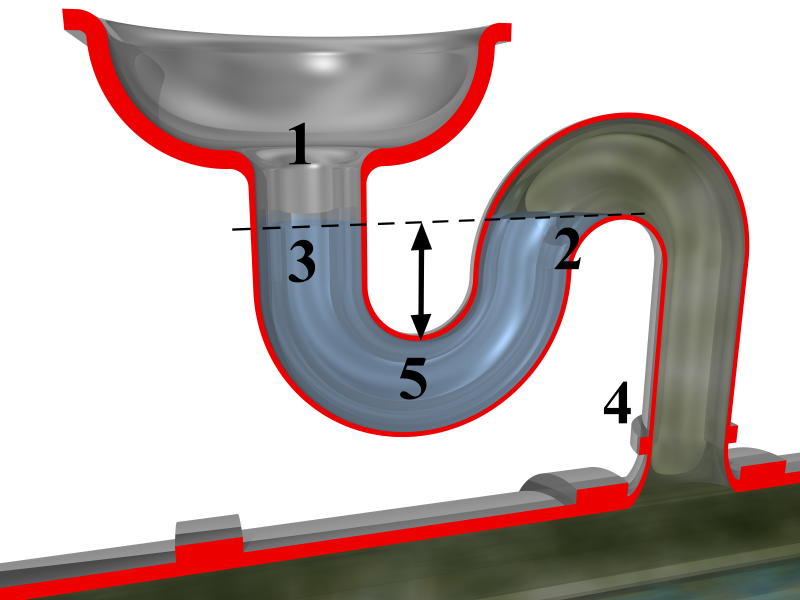

المسَدُّ الهوائي هي نبيطة (أداة) تسمح بمرور امواد داخل أو خارج حجرة محكمة تُعرف باسم الحجرة الهوائية المُحكَمة. تحتوي الحجرة المحكمة على هواء مضغوط. وتستخدم المسدات الهوائية في عمليات حفر الأنفاق تحت الماء أو في أي مشاريع تتطلبها. يتعادل الضغط الجوي داخل الحجرة المحكمة مع ضغط الماء خارجه مع منع المياه عن منطقة العمل. ولايمكن فتح الحجرات المحكمة مباشرة للهواء الخارجي، إذ يؤدي ذلك إلى خروج الهواء المضغوط مندفعا بشدة، لذلك يجب أن تتم كل التحركات من وإلى الحجرة المحكمة عن طريق مسَد هوائي، وهو غرفة كبيرة محكمة الإغلاق مجهزة بصمامات. يُدفع الهواء المضغوط بقوة داخل المسَد الهوائي عبر هذه الصمامات حتى يتساوى الضغط داخل المسَد مع الضغط في الحجرة المحكمة. وتستخدم هذه الصمامات أيضًا في سحب الهواء المضغوط من المسَد الهوائي، حتى يتساوى ضغطه مع ضغط الهواء الخارجي.
أما عن كيفية الدخول في الحجرة المحكمة؛ فتبدأ بدخول العمال إلى المسَد الهوائي، بحيث يُبقي الهواء المضغوط الباب الداخلي للمسد الهوائي مغلقًا بإحكام. يغلق بعد ذلك الباب الخارجي حيث يبدأ الهواء المضغوط في الانسياب للداخل. وعندما يتساوى ضغط الهواء داخل المسَد الهوائي مع الضغط السائد داخل الحجرة المحكمة يمكن حينئذ أن يُفتح الباب الداخلي ليتسنى دخول الحجرة المحكمة، وتبعا لذلك يخفض الضغط داخل المسَد الهوائي إلى معدله العادي ومن ثَمّ يمكن للعمال الخروج منه.
وعملية خفض الضغط الجوي، أو ما يعرف بإزالة الانضغاط، يجب أن تتم ببطء لحماية العمال من مخاطر التحني (التعرض لمرض شلل الغواصين). وفي العادة، تكون المسدات الهوائية المخصصة لاستعمالات البشر منفصلة عن تلك التي تخصص للمواد. وفي أحيان كثيرة، يضاف مسدّ هوائي ثالث ليكون وسيلة للنجاة السريعة عند الحالات الطارئة.